# Lawrence Dundas (2e marquis de Zetland)
Lawrence John Lumley Dundas, 2e marquis de Zetland, (11 juin 1876 - 6 février 1961), appelé Lord Dundas jusqu'en 1892 et comte de Ronaldshay entre 1892 et 1929, est un homme politique conservateur britannique. Expert de l'Inde, il est secrétaire d'État à l'Inde à la fin des années 1930.

## Jeunesse et éducation
Né à Londres, il est le fils de Lawrence Dundas, et de Lillian, fille de Richard Lumley. Il fait ses études à la Harrow School et au Trinity College de Cambridge. À Cambridge, il est membre du University Pitt Club.

## Carrière politique

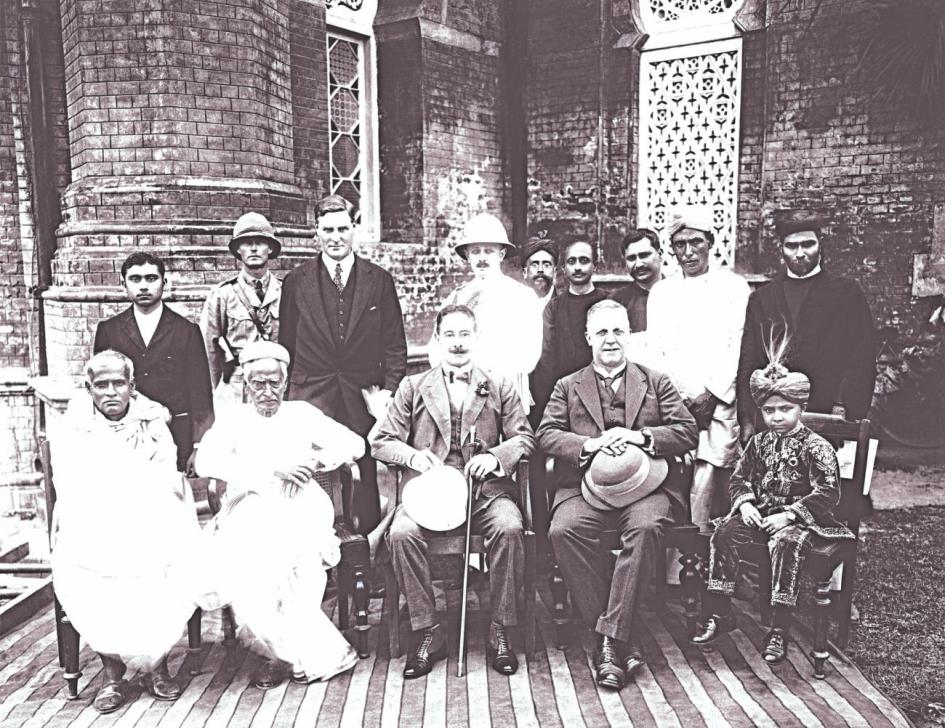
Zetland en tant que gouverneur du Bengale à Dacca (1919)

Il est élu député pour Hornsey en 1907, un siège qu'il occupe jusqu'en 1916. Une grande partie de sa carrière publique est consacrée à l'Inde britannique. En septembre 1912, il est nommé (avec John Dickson-Poynder, Herbert Fisher, le juge Abdur Rahim et d'autres) comme membre de la Commission royale sur les services publics en Inde de 1912-1915. Il est gouverneur du Bengale entre 1917 et 1922 et secrétaire d'État à l'Inde entre 1935 et 1940. Bien qu'il soit membre du Parti conservateur, il pense que les Indiens devraient être autorisés à assumer une responsabilité sans cesse croissante pour le gouvernement du pays, culminant en un statut de Dominion (dont jouissent le Canada, l'Australie et d'autres parties anciennement autonomes de l'Empire britannique).
Il joue un rôle important dans les négociations prolongées qui conduisent à la Loi de 1935 sur le gouvernement de l'Inde, qui commence, sous réserve de l'implacable opposition de Winston Churchill et des « purs et durs » à tout ce qui pourrait mettre en péril la domination britannique directe sur l'Inde, à mettre en œuvre ces idéaux.

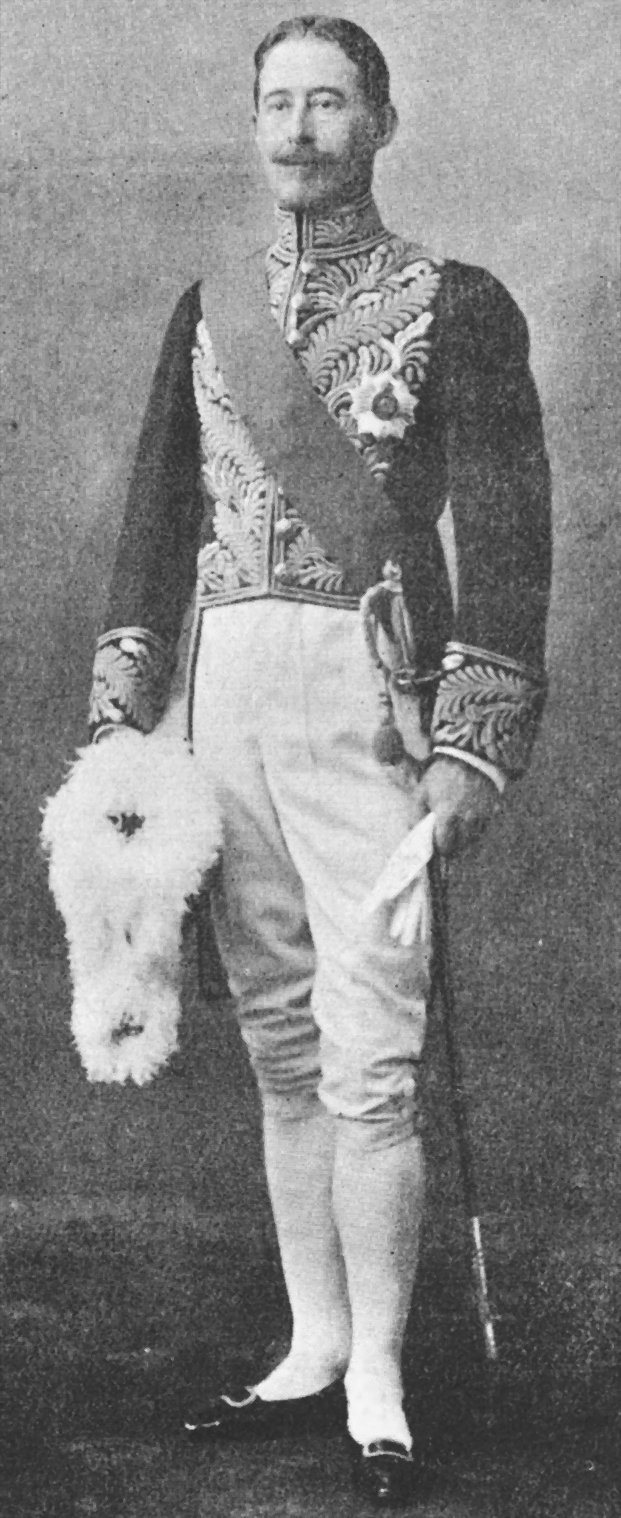
Lord Ronalshay comme gouverneur du Bengale (1917-22).

Il est idéalement placé en tant que secrétaire d'État pour l'Inde pour mettre en œuvre la nouvelle loi, bien que les deux vice-rois avec lesquels il sert, Lords Willingdon et Linlithgow, sont moins idéalistes que lui. En l'occurrence, Willingdon et Linlithgow ont eu raison lorsque le Parti du Congrès remporte les élections provinciales de 1937, au grand désarroi de Zetland. Le mandat de Zetland en tant que secrétaire d'État - et l'expérience de la démocratie représentée par la loi de 1935 - ont pris fin avec l'accession de Churchill au poste de Premier ministre en 1940 : Zetland démissionne, estimant que ses idées et sont trop éloignées de celles de Churchill concernant l'Inde.
Zetland, qui est connu pour favoriser de bonnes relations entre le Royaume-Uni et l'Allemagne, est associé à la bourse anglo-allemande à la fin des années 1930.
Il est admis au Conseil privé en 1922 et est fait chevalier de la Jarretière en 1942. Il porte également l'épée d'État au couronnement de George VI en 1937 et est lord-lieutenant de la circonscription nord du Yorkshire entre 1945 et 1951. Il est élu président de la Royal Geographical Society en 1922 et président de la Royal Asiatic Society pour 1928-1931.

## Famille
Lord Zetland épouse Cicely, fille de Mervyn Henry Archdale, le 3 décembre 1907 et vit à Snelsmore à Chieveley dans le Berkshire. Il est décédé en février 1961, à l'âge de 84 ans, et est remplacé par son fils, Lawrence Dundas, 3e marquis de Zetland. La marquise de Zetland est décédée en janvier 1973. Ils ont cinq enfants :
- Lawrence Dundas (né le 12 novembre 1908 - décédé le 5 octobre 1989)
- Viola Mary Dundas (4 janvier 1910 - décédée le 21 mars 1995)
- Lavinia Margaret Dundas (née le 31 décembre 1914 - décédée le 4 janvier 1974)
- Jean Agatha Dundas (née le 4 mai 1916 - décédée le 13 mai 1995) se marie le 2 septembre 1939 avec Hector Lorenzo Christie.
- Bruce Thomas Dundas (né le 18 octobre 1920 - décédé le 24 février 1942), tué en service actif.

## Distinctions

### Décorations
- Chevalier de l'ordre de la Jarretière (1942)
- Chevalier grand commandeur de l'ordre de l'Étoile d'Inde
- Chevalier grand commandeur de l'ordre de l'Empire des Indes

## Publications
- Un étudiant errant en Extrême-Orient. 1904
- Le Cœur d'Aryâvarta; une étude de la psychologie des troubles indiens. Constable, Londres, 1925
- Terres du coup de foudre: Sikhim, Chumbi et Bhoutan. Houghton Mifflin Company, Boston, 1923
- La Vie de Lord Curzon. (2 volumes). Ernest Benn Ltd, Londres, 1928
- Essayez: Les Mémoires de Lawrence. John Murray, Londres, 1956